# Trypanosyllis ingens
Trypanosyllis ingens är en ringmaskart som beskrevs av Johnson 1902. Trypanosyllis ingens ingår i släktet Trypanosyllis och familjen Syllidae. Inga underarter finns listade i Catalogue of Life.